# 朝鮮民主主義人民共和國最高領導人像章

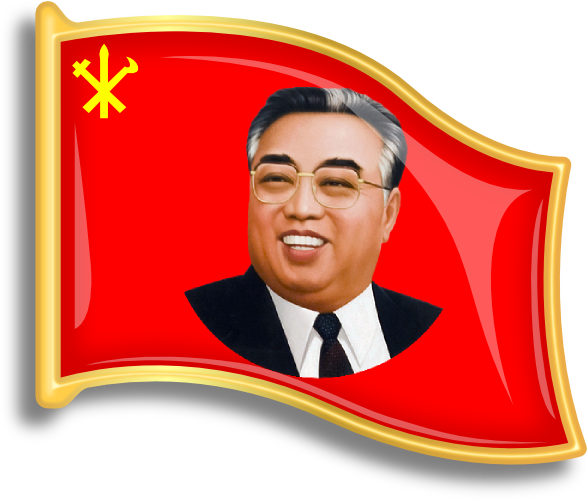
金日成像章

朝鮮民主主義人民共和國最高領導人像章是印有朝鲜民主主义人民共和国最高领导人金日成、金正日與金正恩肖像的佩带饰物，由朝鲜万寿台创作社自20世纪60年代后期起制作，有20多种不同的设计。普通朝鲜民众一般只需佩带金日成徽章，高层官员则更倾向于同时佩带金日成像章和金正日像章，或金正恩像章。
北韓最高領導人像章的灵感来源于中国文化大革命时期的毛主席像章，但在中国，文化大革命结束后人民被事实上禁止佩带毛主席像章，而北韓最高領導人像章的佩带在苦难行军前是强制的（党内干部一直被要求佩带像章），只在某些不方便的场合例外，并由此成为朝鲜百姓日常着装的一部分。因此，人们认为北韓最高領導人像章对于朝鲜民主主义人民共和国文化的影响远比毛主席像章对中华人民共和国文化的影响深远，金氏像章更是朝鲜个人崇拜的一部分。
有人曾把北韓最高領導人像章和象征基督教徒为宗教献身佩带的十字架项链作比较，并由此认为朝鲜这种个人崇拜与宗教有足够相似性。

## 历史
北韓最高領導人像章的灵感源自中国的毛主席像章，而在朝鲜的政治宣传中，礼拜的对象改成了朝鲜领导人。中国文化大革命时期向外国民众发放毛主席像章的“输出革命”做法，以及1967年爆发的甲山派事件整体上系统性加剧了对金日成的个人崇拜（前朝鲜劳动党中央委员会委员黄长烨的说法），被认为导致了像章的出现。

### 金日成像章

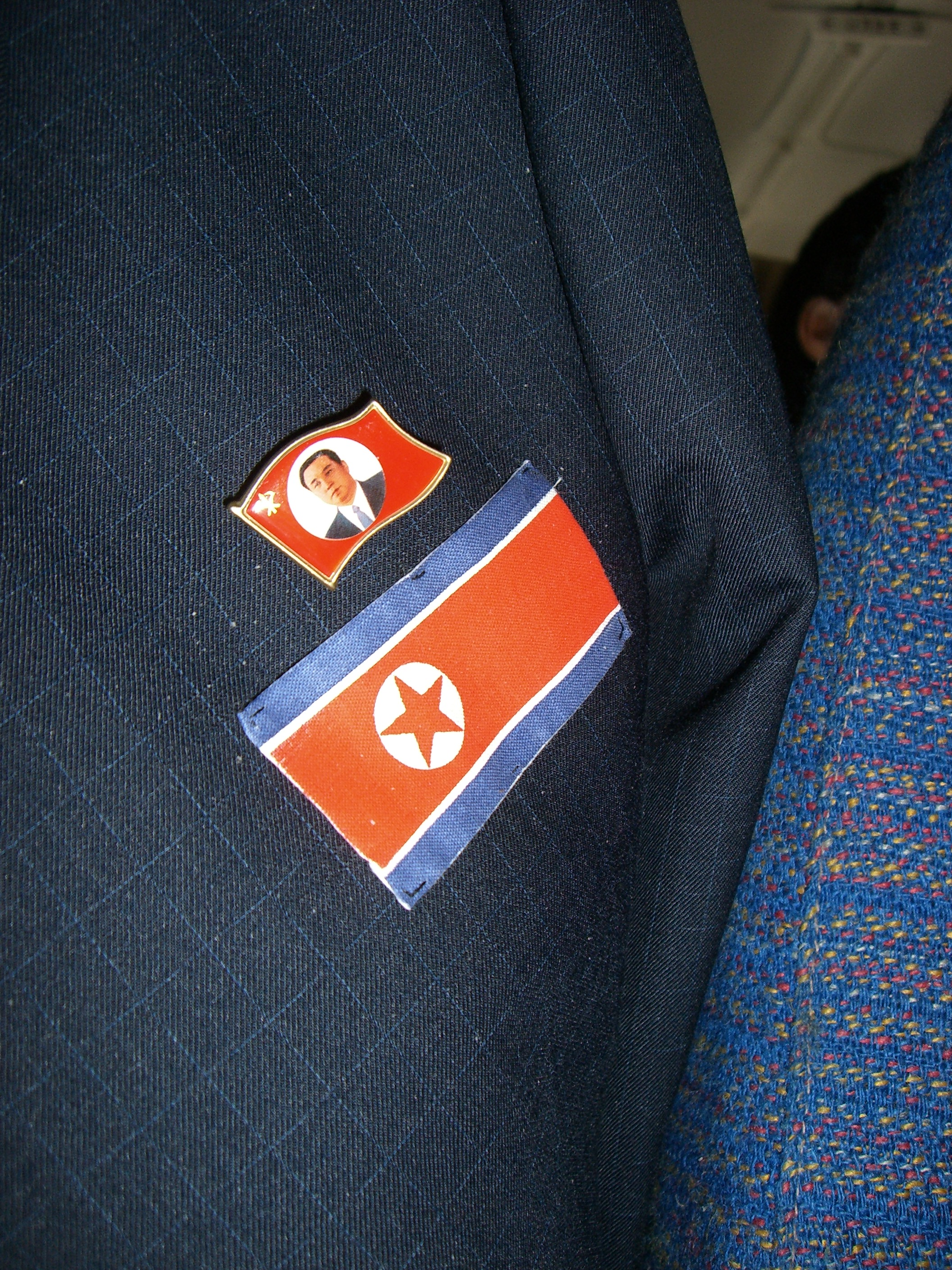
金日成像章和朝鲜国旗胸章

20世纪60年代末期首次出现了万寿台创作社设计的印有金日成肖像的像章。在甲山派事件后，朝鲜劳动党的干部都被要求佩带这些像章。1970年11月，在金日成令下像章开始大量生产。最初的印有金日成肖像的像章由朝鲜劳动党中央委员会宣传鼓动部制作，这批像章上的金日成“紧闭双唇，目光凌厉”。一开始只有党内高级干部才能佩带这种像章，但一些希望提升社会地位的普通朝鲜百姓随后也可通过非法的方式购买到。自1972年4月15日金日成60周岁诞辰（太阳节）起，该像章被规定为日常着装的一部分。此时的像章分为三种：党内官员版，普通成年人版和学生版。此时多数朝鲜人都开始佩带像章。至1980年，几乎所有朝鲜公民都在佩带金日成徽章。1994年金日成逝世后，徽章上的形象变为金日成微笑的肖像。

### 金正日像章
带有金正日肖像的徽章最早出现于1982年，自那时起就有朝鲜人在衣服上的金日成像章旁再佩带一枚金正日像章，第一枚同时描绘金日成和金正日形象的像章也在80年代就已出现。1992年金正日像章開始成爲北韓民衆佩戴像章之一，屆時的金正日已築牢自己作爲金日成接班人的地位，並與金日成攜手共治北韓。2000年左右，金正日像章的形象焕然一新。但由于其本人的态度，这些像章当时并未流行。2011年12月金正日逝世、金正恩上台后，朝鲜劳动党官员再次开始在原本佩带的金日成像章旁加装金正日徽章。金日成和金正日双人像章（这种像章的设计与80年代的金日成金正日像章有所不同）也于2012年4月起再次出现，才有大量朝鲜人佩带。

### 金正恩像章

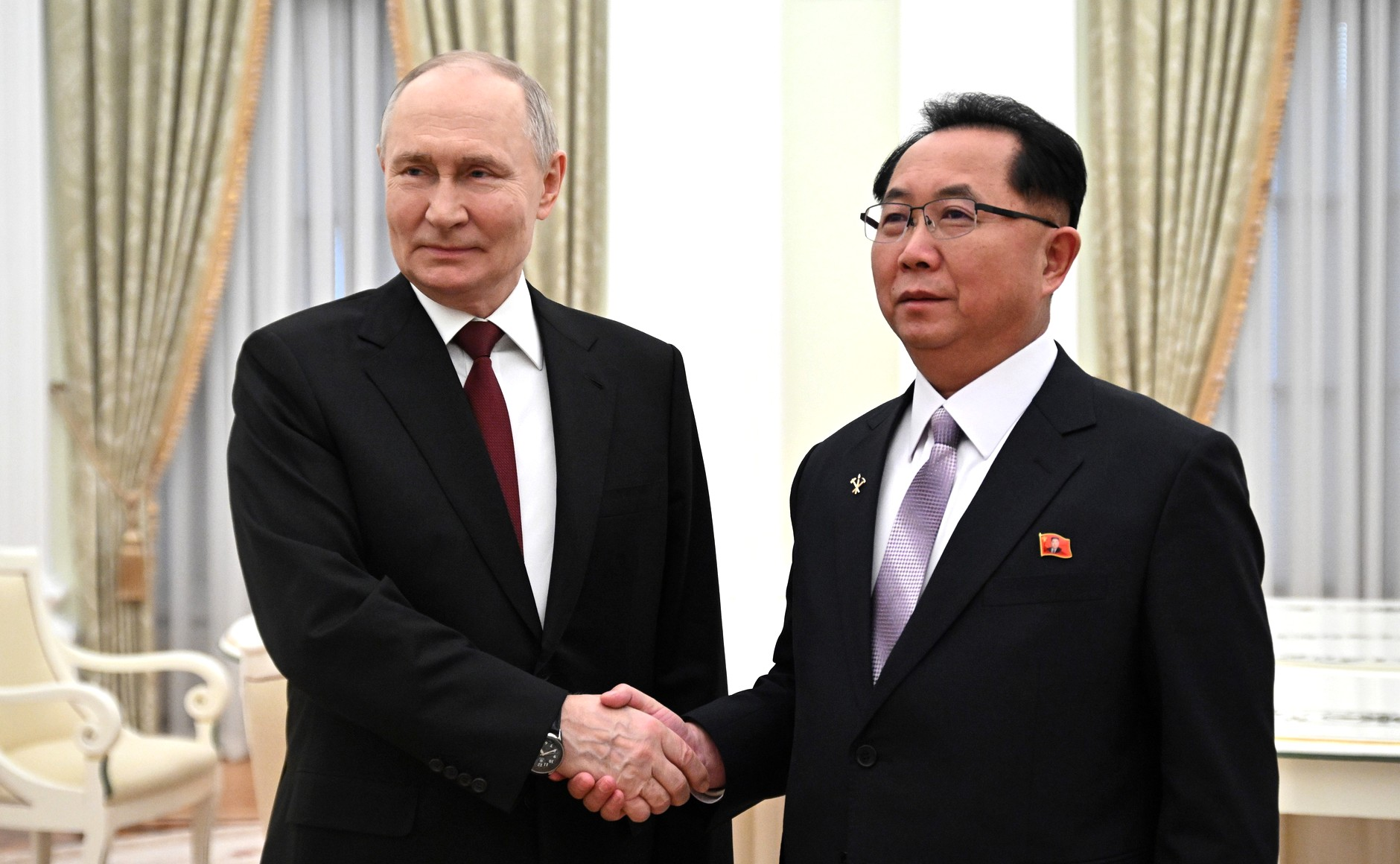
2025年2月與弗拉基米爾·普京會見的朝鮮勞動黨中央委員會候補委員李熙用佩戴著金正恩像章

据报道，在金正恩继任朝鲜最高领导人之前，金正日的次子金正哲被指定为接班人，当时制作了一批金正哲像章发放给朝鲜的党政军官员。在金正恩像章出現之前，就有专家相信金正恩像章出现在朝鲜只是时间问题。
在2024年6月30日朝鮮勞動黨第八屆中央委員會第十次全體會議上朝鮮中央通訊社對朝鮮勞動黨中央委員會官員攝像時，部分官員已經開始佩戴金正恩像章，中央社評價北韓此舉是「造神無極限」。紐約時報則認爲若按照北韓的慣例，金正恩像章最後會成爲北韓民衆最普遍的像章佩戴選擇。

## 佩带
几乎所有朝鲜公民自12岁起都要佩带像章。对于朝鲜少年团的团员，金氏像章必须置于少年团徽章上方。年满16岁的朝鲜人只要离家在外就必须佩带金氏像章。朝鲜劳动党于1974年颁布的《确立党的唯一思想体系十大原则》中，规定“必须尊敬地对待像章，尽最大努力保护好像章”。如果有人在室外被发现没佩带像章，其必须在反省会议上作出解释。像章可以分发给合资格的公民，或从工作单位或学校免费领取。丢失或出售像章的人得在证明不是故意丢失后获得新的像章。此外，如果触犯法律，像章可能会被没收，因此有人会把不佩带像章和犯罪联系起来。一个朝鲜公民一生中可能会得到多枚像章，一般是两三枚，但也可能更多。
20世纪90年代中期朝鲜苦难行军起，朝鲜政府逐渐放宽了佩带像章的规定，一些朝鲜人不再在公共场合佩带像章。朝鲜政府被认为默许了这种行为，此后一个时期，只有党内干部被要求佩带像章。但普通民众可能仍然会效仿。近年来，一些在朝鲜四处奔走的人以金日成和金正日双人像章用作黑市的等价物。在朝鲜首都平壤，像章也具有货币一样的用途，因此极易遭到扒窃。而社会中的一些富裕阶层在穿着更豪华的服饰之余，也会佩带更加昂贵的像章以彰显财富和社会地位。
早年北韓最高領導人像章通常不对外国游客出售，但可能会赠予对朝鲜友好的外国人作为表彰。雖然北韓政府強制要求北韓民衆佩戴北韓最高領導人像章，但是自北韓饑荒過後，北韓最高領導者像章在北韓民衆心目中的地位開始下降。更有北韓民衆將原先視作神聖的北韓最高領導者像章透過走私等方式銷往中國，並以廉價紀念品的性質售賣。亦有脫北者將北韓最高領導人像章，稱爲「奴隸的像章」。近年来，有朝鲜人走私北韓最高領導人像章，人们在中国的一些城市也能非法购买到，像在吉林省图们市就有真品和赝品同时出售。朝鲜以外流通的像章多数是仿制的假货，例如有些常常在辽宁省丹东市售卖的像章。此外朝鲜国内也开始向外国人出售像章。有人预测，北韓最高領導人像章将来会成为不折不扣的珍藏品。

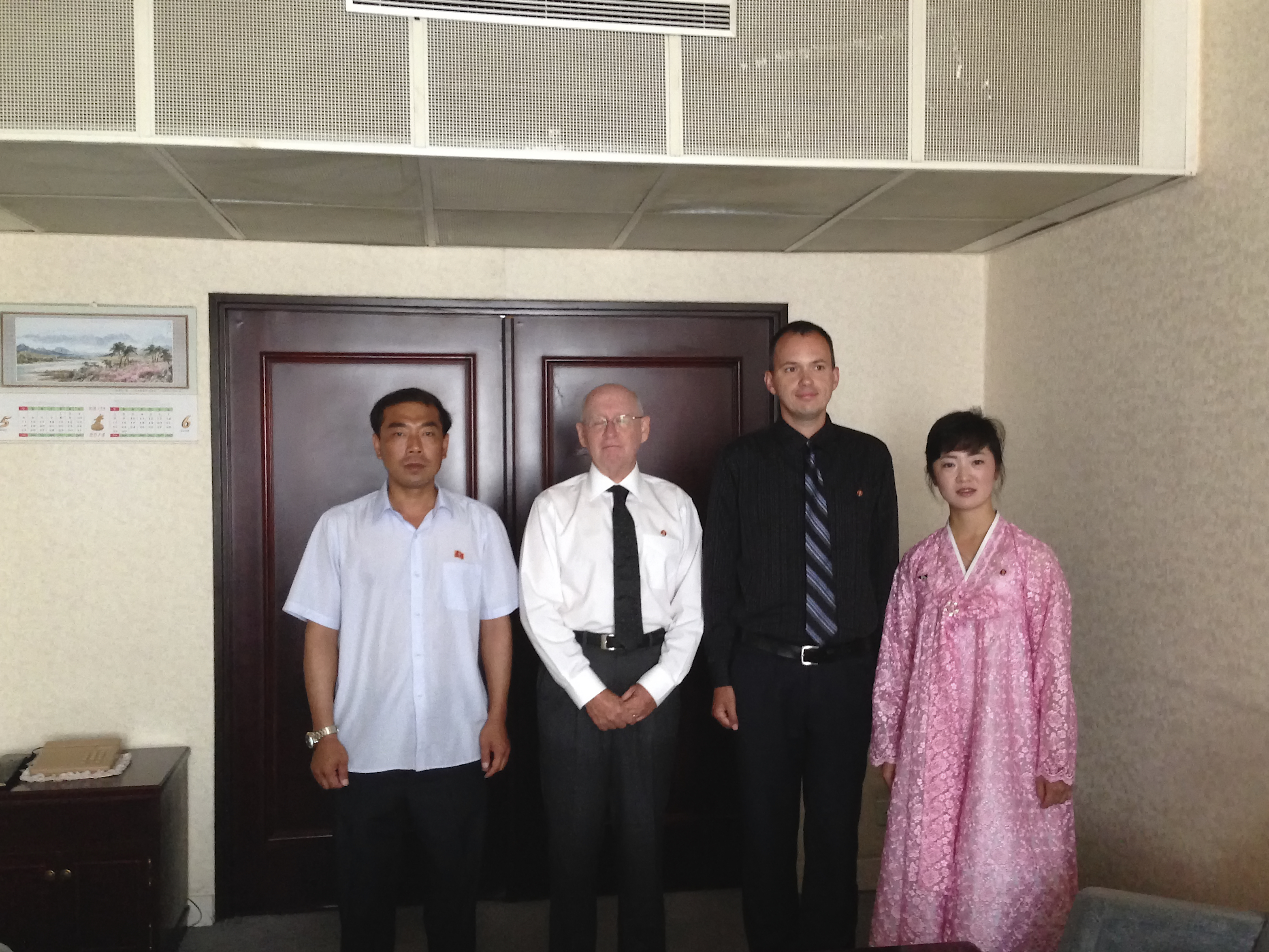
朝鲜外事官员和在平壤羊角岛国际饭店被授予金日成像章的外国人，以及朝鲜少年团员

像章要佩带在内着衣物，例如衬衫上或西服的翻领处，而不能佩带在大衣上。通常应佩带在左侧心脏处位置。不过也有规范之外的佩带法，一些朝鲜人尤其是年轻人通常把这视为时尚。中小学生用像章为校服“增光添彩”，例如把像章佩带在服装的最边缘处。这种佩带方式由于从平壤高端社会阶层的孩子中流行起来而为人所知。
尽管佩带北韓最高領導人像章是强制的，但朝鲜官员声称佩带是出于“绝对的忠诚”。实际上，大多数朝鲜人是因为佩带像章比不佩带更安全才佩带的，不佩带像章就会遇到麻烦。不过在特定场合（例如进入宗教场所时），可以摘下像章。
朝鲜公民出国时通常也戴着像章，有时为此会受到外国人的敌视。

## 设计及种类

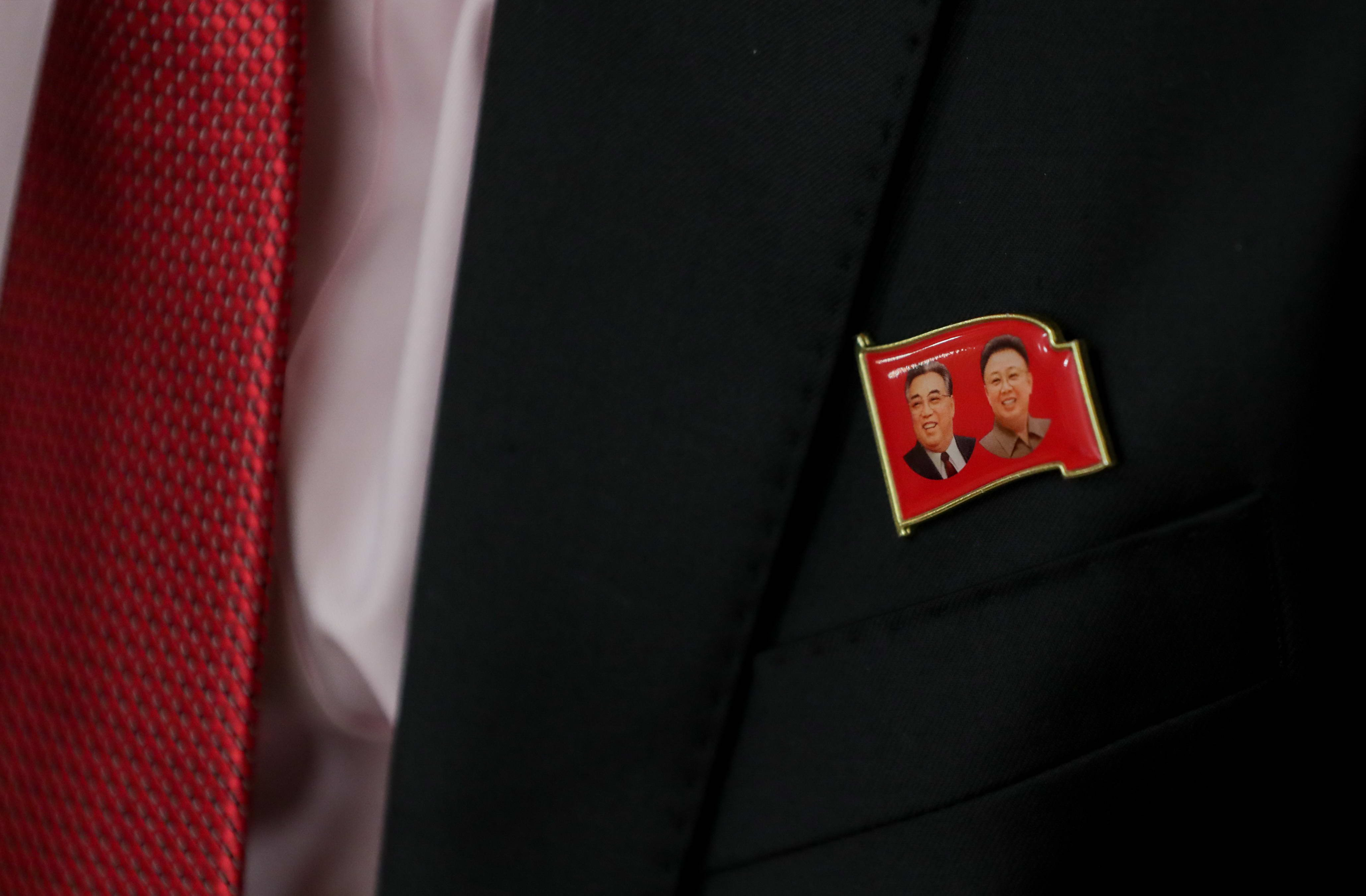
同时绘有金日成和金正日形象的像章

圆形的北韓最高領導人像章历史最为悠久。1953年第一枚金日成像章展示了穿着军装的金日成的侧脸，类似中国的毛主席像章。有金日成正脸的像章80年代才开始出现。同时，在朝鲜出现了长方形的像章，最初保留给国家安全部门的官员使用。之后，出现了旗帜形的像章，具体的旗帜可能是红旗、朝鲜国旗、朝鲜劳动党党旗、朝鲜少年团团旗等。在这些旗帜形像章中，带有劳动党党旗的最受欢迎。
北韓最高領導人由万寿台创作社设计，有不同的大小和款式。相比在中国没有主管单位监制因而更富有多样性的毛主席像章，金氏像章的种类显得更少，有20多种。
像章的大小、形状和颜色和材料可以代表佩带者在朝鲜的社会地位和组织关系，例如青年党员佩带更大的圆形像章，普通人佩带小号的圆形像章。大多数像章只有金日成的肖像，但还有两种稀有的例外。一种是在朝鲜劳动党党旗的背景上同时印有金日成和金正日肖像的像章，仅限朝鲜劳动党的高级官员佩带；另一种是安全局干部佩带的只印有金日成肖像的像章，同样极为罕见。像章上人物的衣着随像章种类不同而有所变化：金日成在一些像章上穿着西装，而在其他款式的像章上可能穿着军装或其他服装。

### 参阅书目
- French, Paul.  Second. London: Zed Books. 2007. ISBN 978-1-84277-905-7.
- Kwon, Heonik; Chung, Byung-Ho. . Lanham: Rowman & Littlefield Publishers. 2012. ISBN 978-1-4422-1577-1.
- Lankov, Andrei. . Jefferson: McFarland. 2007. ISBN 978-0-7864-5141-8.
- Lim Jae-Cheon. . New York: Taylor & Francis. 2015. ISBN 978-1-317-56740-0.
- Lynn, Hyung Gu. . London: Zed Books. 2007. ISBN 978-1-84277-743-5.
- Willoughby, Robert.  Third. Chalfront: Bradt Travel Guides. 2014. ISBN 978-1-84162-476-1.